# Nui !
Pour les articles homonymes, voir NUI.
Nui ! (Ｎｕｉ！, Nui!) est un manga de Natsumi Mukai sorti en 2006 au Japon chez Jive et en France par Ki-oon.

## Histoire

### Synopsis
Kaya Yamase est une jeune fille de 16 ans et a une passion depuis toute petite : les peluches. Enfant, elle a trouvé dans un terrain vague une mystérieuse peluche qu'elle nomma Purple. À son seizième anniversaire, elle se rend compte que ses peluches sont vivantes et peuvent même se transformer en êtres humains à certains moments.

## Personnages
- Kaya Yamase : Personnage principal de l'histoire. Kaya est une jeune adolescente qui, même à 16 ans, aime toujours ses peluches. Elle est très timide et réservée.
- Purple : Peluche trouvée par Kaya dans un terrain vague. Elle l'a baptisée Purple (signifie violet en anglais) à cause de la couleur de son corps.
- Aqua : Peluche en forme de poisson qui était à la base sur l'aquarium.
- Grey : Peluche en forme de chien offert par la mère de Kaya.
- Pink : Peluche en forme de jument créée par Kaya.
- Makkun : Peluche qui se trouve devant l'entrée du café.
- Tetsu Tsuchida : Élève dans le même établissement que Kaya qui lui a fait sa déclaration le jour de ses 16 ans.
- Shinri Harihara : Garçon qui crée des peluches d'une grande qualité mais qui cherche également à faire disparaître Purple.
- Bianca ou Nera : Peluche appartenant à Shinri qui peut avoir une double personnalité.

## Analyse de l’œuvre

### Réception et critiques
Nui ! a reçu la note de 14,67 / 20 du site Manga News et 6,78 / 10 du site Manga Sanctuary.

## Manga
Nui ! est prépublié en 2006 dans le magazine Monthly Comic Rush de la maison d’édition Jive. Une série de trois tomes est ensuite sortit toujours par la maison d’édition Jive.
La version française est sortie chez les éditions Ki-oon entre le 22 novembre 2007 et le 29 mai 2008.

### Liste des tomes
| no | Japonais        | Japonais          | Français         | Français          |
| no | Date de sortie  | ISBN              | Date de sortie   | ISBN              |
| --- | --------------- | ----------------- | ---------------- | ----------------- |
| 1 | 7 décembre 2006 | 978-4-86176-362-5 | 22 novembre 2007 | 978-2-91551-395-0 |
| Liste des chapitres : - Épisode 0 : La jeune fille au rouge à lèvres discret et aux peluches (première partie) - Épisode 0 : La jeune fille au rouge à lèvres discret et aux peluches (deuxième partie) - Épisode 1 : Un chevalier en habit violet - Épisode 2 : L’œil violet - Épisode 3 : Mer et monochromie - Épisode 4 : Nuages roses |                 |                   |                  |                   |
| 2 | 7 mai 2007      | 978-4-86176-393-9 | 14 février 2008  | 978-2-91551-397-4 |
| Liste des chapitres : - Épisode 5 : Brown Brothers - Épisode 6 : Snow White Dream - Épisode 7 : Une bille à double face - Épisode 8 : La tempête rose - Épisode 9 : Shadow, le bouc émissaire - Épisode 10 : Brave Pink Heart |                 |                   |                  |                   |
| 3 | 7 décembre 2007 | 978-4-86176-468-4 | 29 mai 2008      | 978-2-35592-014-1 |
| Liste des chapitres : - Épisode 11 : Le blues de Purple - Épisode 12 : Cerisiers et nuages noirs - Épisode 13 : Sepia Smoke - Épisode 14 : Pastel Color Patchwork - Épisode 15 : Flammes ardentes au manoir d'émeraude - Dernier épisode : La douceur du coton… Pour toujours                                                             |                 |                   |                  |                   |

## Produit dérivé

### Publication
Autre
- Un coffret Intégrale  (ISBN 978-2-35592-042-4) sorti en France le 27 novembre 2008[4].